# Francisco Santiago Reyes
Francisco Santiago Reyes   (Asunción, 4 de juliol de 1941 - Asunción, 31 de juliol de 1976) fou un futbolista paraguaià de les dècades de 1960 i 1970.
Fou 13 cops internacional amb la selecció del Paraguai.
Pel que fa a clubs, defensà els colors de Olimpia, Atlético de Madrid i Flamengo.